# بعيسى بابلحاج
بعيسى بابلحاج (بالإنجليزية: Baaissa Babelhadj)‏ هو الطبيب البيطري الجزائري الذي إكتشف داء جنون الابل، يعمل في مختبر حماية النظم البيئية في المناطق الجافة وشبه الجافة بجامعة قاصدي مرباح بمدينة ورقلة الجزائرية، تشمل اهتماماته البحثية الأساسية دراسة الأمراض المعدية وأداء تربية الحيوانات في الجمال.
تعرض إثر اكتشافه للمرض لإنذار من قبل السلطة الوطنية البيطرية التابعة لوزارة الفلاحة الجزائرية وذلك لعدم تصريحه بملاحظاته للسلطات التي تستخدمه وهو ما اعتبرته مخالف للقوانين المعمول بها كونه موظف تابع لوزارة الفلاحة.

## أعماله
- مشارك في بحث قدرة مستخلص إنزيم المعدة من جمل بالغ على تخثير حليب البقر [3]
- مشارك في بحث لمحة عن الأحماض الدهنية لشحم سنام الإبل في الجزائر (2015)[4]
- مشارك في بحث تأثير النباتات الطبيعية على بعض المعايير البيوكيميائية للجمل العربي (Camelus dromedarius) في الجزائر (2016) [5]
- مقاربة مورفوبيومتري لسلالات الإبل الجزائرية (الصحراوي والترقي) (2017)[6]